# Schizaphis arrhenatheri
Schizaphis arrhenatheri är en insektsart som beskrevs av Pettersson 1971. Schizaphis arrhenatheri ingår i släktet Schizaphis, och familjen långrörsbladlöss. Arten är reproducerande i Sverige.